# Severní Bukovina

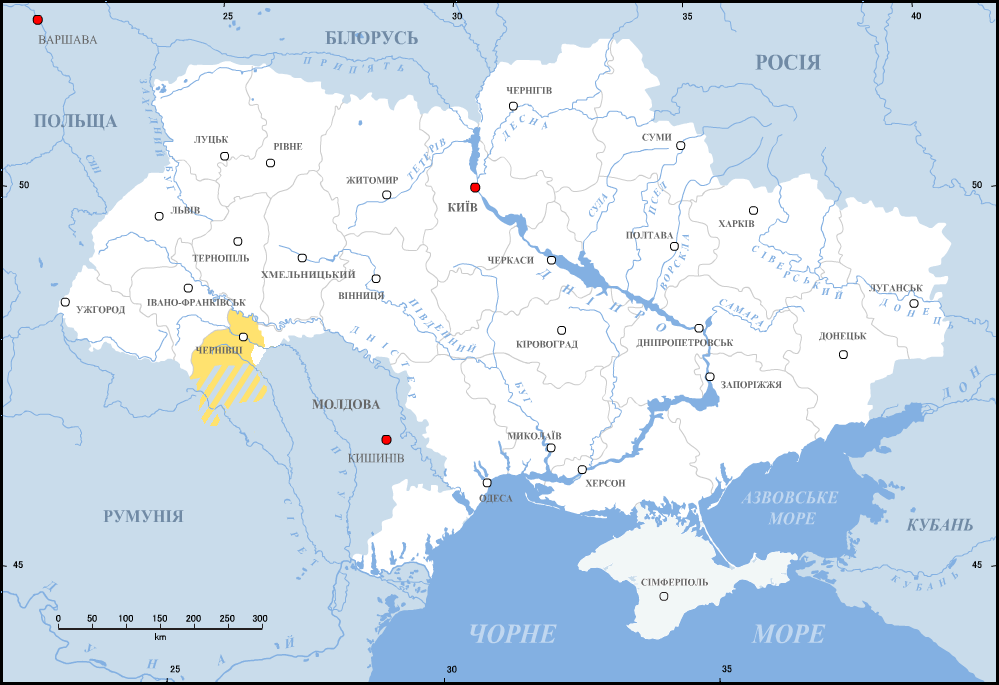
Severní Bukovina na mapě Ukrajiny (žlutá plná)

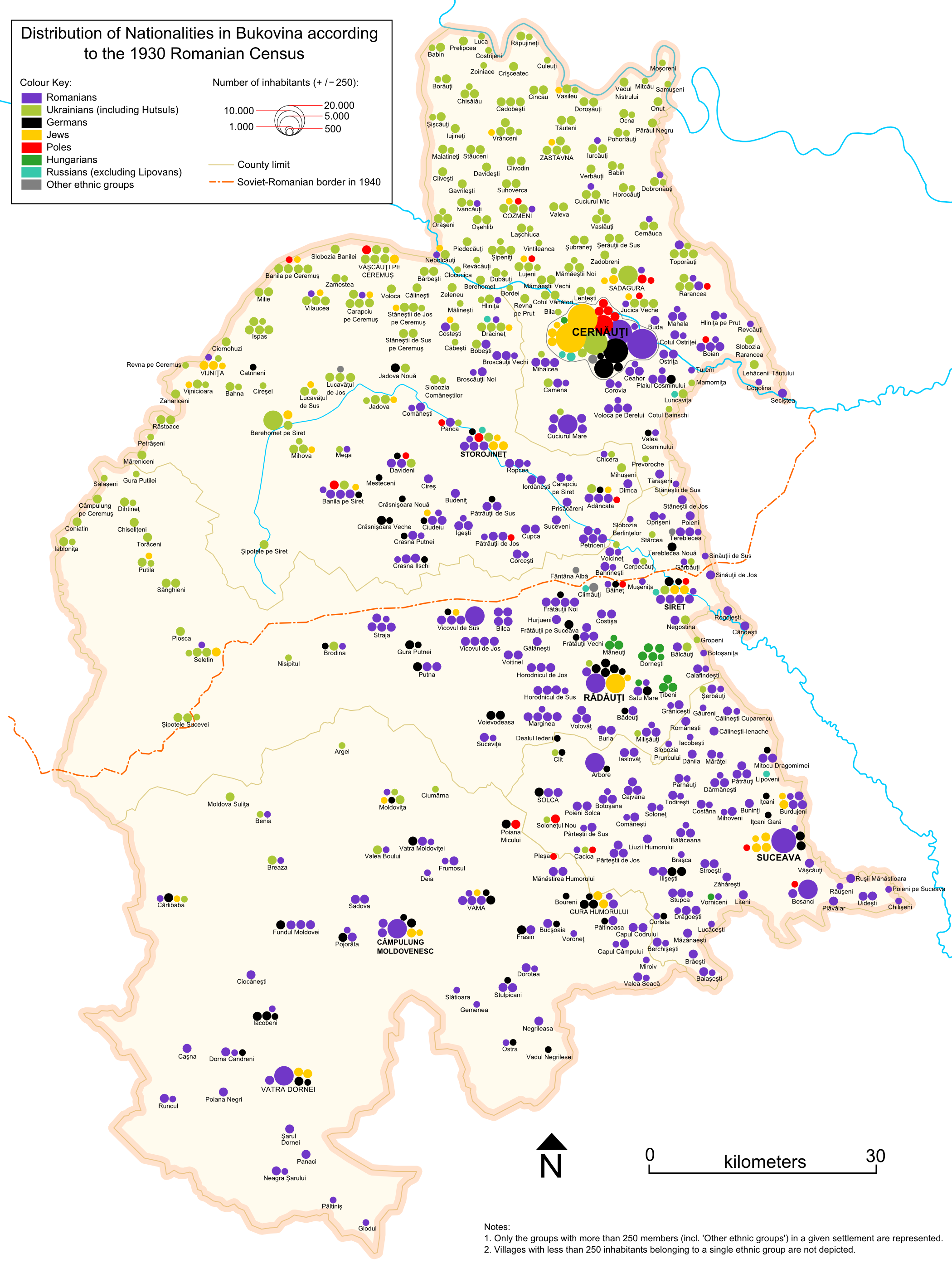
Národnostní situace v Bukovině v roce 1930 (Ukrajinci, Rumuni); šrafovanou čarou vyznačena i dnešní UA-RO hranice

Severní Bukovina (ukrajinsky Північна Буковина, Pivnična Bukovina; rumunsky Bucovina de Nord) je území o rozloze 6262 km² na západě Ukrajiny. Netvoří nějaký zvláštní správní celek, je to vlastně větší díl historické země Bukoviny (10 441 km²), kterou na úkor Rumunského království v letech 1940/44 zabral Sovětský svaz a vtělil do ukrajinské Černovické oblasti (jejíž západní a část severní hranice přesně kopíruje původní bukovinskou zemskou hranici). I po jeho rozpadu zůstala severní Bukovina součástí Ukrajiny, kdežto Rumunsku nadále zbývá menší jižní část.

## Dějiny
V dějinách bylo území „staré“ Bukoviny součástí Kyjevské Rusi, Haličsko-volyňského knížectví, Moldavského knížectví, Osmanské říše a Habsburské říše, v jejímž rámci tato země vznikla. Bylo to hraniční, přechodové území mezi dvěma kulturami: slovanskou/ukrajinskou (rusínskou) a latinskou/rumunskou. Jelikož však obě národnosti spadaly do pravoslavného církevního okruhu (a dokonce až do roku 1861 se i rumunština zapisovala cyrilicí), nebyl v jejich soužití po staletí vážnější problém.
Koncem 19. století však přišel rozmach etnicko-jazykového nacionalismu a nalezl i ve zdější společnosti odezvu. S rozpadem Rakouska-Uherska vyvrcholily v Bukovině iredentistické snahy Ukrajinců i Rumunů. Ukrajinci již dříve volali po rozdělení Bukoviny na ukrajinskou a rumunskou část (etnografická hranice mezi oběma národy je zřetelná). Rumunští nacionalisté v čele s místním šlechticem a politikem Iancu Flondorem trvali na přičlenění celé Bukoviny v historických hranicích k Rumunsku. V listopadu 1918 vstoupila rumunská vojska do Bukoviny a zmařila ukrajinské snahy o rozdělení této provincie na základě etnického principu. Proti rumunské okupaci severní Bukoviny protestovali představitelé vlád ZULR, ULR a později USSR, resp. SSSR.
Meziválečná léta (1918–1940) jsou v tzv. Velkém Rumunsku ve znamení represí vůči ukrajinské menšině. Toto období se vyznačuje bezohlednou rumunizací bukovinských Ukrajinců. Severní Bukovina byla osídlována rumunským úřednickým aparátem a armádou. Ukrajinské školství všech stupňů bylo zrušeno. Ukrajinský tisk byl značně omezen a kontrolován cenzurou.